# مقياس جداد
مقياس جداد، والمعروف أحياناً باسم تسجيل جداد أو نظام أكسفورد لتقييم الجودة، هو إجراء للتقييم المستقل للجودة المنهجية للتجارب السريرية. وهو مسمى باسم الطبيب الكولومبي أليكس جداد [الإنجليزية] الذي وصف في عام 1996 نظاماً لتوزيع مثل هذه التجارب يتراوح درجاته بين صفر (ضعيف للغاية) وخمسة (شديد الدقة). وهو التقييم الأكثر استخداماً في العالم، وحتى عام  2019، استُشهد بورقته الأساسية في أكثر من 15000 عمل علمي.

## الوصف
يقيّم مقياس جداد بشكل مستقل الجودة المنهجية للتجارب السريرية استناداً إلى التجربة العمياء. كان أليخاندرو «أليكس» جداد بشارا، وهو طبيب كولومبي عمل كزميل أبحاث في وحدة إغاثة الألم في أكسفورد التابعة لإدارة التخدير الميدانية في جامعة أكسفورد، قد وصف التجارب المخصصة بعلامة تتراوح بين الصفر (ضعيف للغاية) وخمسة (شديد الدقة) في ملحق لورقة بحثية نشرت في عام 1996. في كتاب صدر عام 2007 عن جداد وصف التجربة العشوائية المضبوطة بأنها «من أبسط أشكال البحث وأكثرها قوة وثورة».

## الأصل
تجرى التجارب السريرية العشوائية المضبوطة لغرض جمع البيانات عن فعالية العلاجات الطبية. وقد يكون العلاج، على سبيل المثال، دواءً جديداً، أو جهازاً طبياً، أو إجراءً جراحياً، أو نظاماً وقائياً. تتفاوت بروتوكولات التجارب السريرية تفاوتاً كبيراً تبعاً لطبيعة العلاج قيد البحث ، ولكن عادةً يجمع الباحثون في التجارب الخاضعة للمراقبة مجموعة من المتطوعين ويخضعون بعضهم للمعالجة الاختبارية، بينما لا يعطون الآخرين أي علاج (يعرف بالعلاج الوهمي)، أو علاجاً معمولاً به للمقارنة. وبعد فترة زمنية محددة، يُقيَّم المرضى في مجموعة الاختبار من أجل التحسينات الصحية بالمقارنة مع مجموعة الشاهد.
غير أن التجارب يمكن أن تختلف اختلافا كبيرا من حيث النوعية. تسمح الأخطاء المنهجية مثل ضعف العمى أو ضعف التعشية لعوامل مثل تأثير الدواء الوهمي أو انحياز الانتقاء بالتأثير سلباً على نتائج التجربة.
التعشية
التعشية عملية تهدف إلى إزالة التشوه المحتمل للنتائج الإحصائية الناشئ عن الطريقة التي تجرى بها التجربة، ولا سيما في اختيار الأشخاص. فقد أشارت الدراسات على سبيل المثال إلى أن التجارب غير العشوائية من المرجح أن تظهر نتيجة إيجابية لعلاج جديد مقارنة بنتيجة تقليدية راسخة.
تثبت التجربة أهمية الضوابط العلمية للحد من العوامل الخاضعة للاختبار. ومع ذلك، من المهم أيضاً ألا يسمح أي من المشاركين في تجربة سريرية، سواء كان الباحث أو المريض المعني أو أي أطراف أخرى معنية، بأن تؤثر توقعاتهم السابقة على الإبلاغ عن النتائج. ومن المعروف أن تأثير الدواء الوهمي عامل مربك في التجارب؛ التأثير على قدرة كل من المرضى والأطباء على الإبلاغ بدقة عن الحصيلة السريرية. إنّ التعمّي التجريبي عمليةٌ لوقاية التحيّز الواعي واللاواعي من نتائج الانحراف.
وغالبا ما يتخذ العمى شكل دواء وهمي، دمية خاملة لا يمكن تمييزها عن العلاج الحقيقي. ومع ذلك، قد يكون من الصعب تحقيق العمى في بعض التجارب، على سبيل المثال، الجراحة أو العلاج الطبيعي. ويمكن أن يبالغ سوء العمى في تقدير الآثار الملحوظة للعلاج، ولا سيما إذا كانت هذه الآثار صغيرة. وينبغي أن يكون العمى مناسباً للدراسة، وحبذا لو كان ذا عمى مزدوج، حيث لا يكون المريض ولا الطبيب على علم بما إذا كانا في مجموعة  أو المجموعة موضع الاختبار، مما يزيل أي آثار نفسية من هذه الدراسة.